# Juli Pòl·lux (historiador)
Juli Pòl·lux (grec antic: Ιούλιος Πολυδεύκης; llatí: Julius Pollux) fou un escriptor romà d'Orient, autor d'un cronicó titulat  Ιστορία φυσική.
És una història universal que comença, com la majoria d'històries romanes d'Orient, amb la creació del món i arriba fins al temps de l'escriptor. Els dos manuscrits publicats arriben fins al temps de l'emperador Valent però un altre manuscrit arriba fins a l'emperador Romà II (que va regnar fins al 963). Tota l'obra està formada per extractes de Simeó Logoteta i Teòfanes el Confessor, i relata sobretot els esdeveniments eclesiàstics.